# Jurij Kowalow (ur. 1954)
Jurij Wołodymyrowycz Kowalow (ukr. Юрій Володимирович Ковальов, ros. Юрий Владимирович Ковалёв, Jurij Władimirowicz Kowalow; ur. 1 lipca 1954) – ukraiński piłkarz, grający na pozycji pomocnika, trener piłkarski.

## Kariera piłkarska

### Kariera klubowa
Wychowanek szkółki piłkarskiej Dynama Kijów. Najpierw występował w drużynie rezerwowej, a w 1974 debiutował w podstawowym składzie Dynama. Po sezonie 1975 spędzonym w Zorii Ługańsk powrócił do Dynama. Przez wysoką konkurencję nieczęsto trafiał do głównej jedenastki, dlatego w 1978 przeszedł do Dnipra Dniepropetrowsk. Kolejnymi klubami w jego karierze były Torpedo Moskwa i Metałurh Zaporoże. Karierę piłkarską zakończył jako piłkarz Desny Czernihów.

## Kariera trenerska
Po zakończeniu kariery piłkarskiej rozpoczął karierę trenerską. Od 1988 pracował w sztabie szkoleniowym Desny Czernihów.

## Sukcesy i odznaczenia

### Sukcesy klubowe
- mistrz ZSRR: 1974, 1977

### Odznaczenia
- nagrodzony tytułem Mistrza Sportu ZSRR: 1975